# Aéroport d'Haïfa
Pour les articles homonymes, voir HFA.
L'aéroport d'Haïfa (code IATA : HFA • code OACI : LLHA), est un aéroport situé dans le Nord de l'Etat d'Israël.
Cet aéroport (en hébreu : נְמַל הַתְּעוּפָה חֵיפָה, Namal HaTe'ufa Haifa; en arabe :  مطار حيفا, avec le code IATA: HFA et le code de l'OACI:  LLHA),connu aussi sous le nom d' Uri Michaeli Airport , est un aéroport  à la fois national et international.
Il est situé à l'Est d'Haïfa, à côté de l'Est de la ville, tout près de la zone de Kishon Port et il sert pour divers vols civils, avec toutefois une activité liée aussi à l'Armée de l'Air israélienne.
La plupart des vols sont de nature à desservir Eilat et Tel Aviv et avec l'arrivée en 2024 de la dernière compagnie aérienne israélienne, Air Haifa, des destinations internationales vers Chypre et la Grèce.
L' aéroport a reçu le nom d' Uri Michaeli, qui fut l'un des pionniers de l'aviation juive (avant 1948) et un des fondateurs de l'aviation civile israélienne, après l'indépendance du pays proclamée par David Ben Gourion à Tel Aviv le 14 mai 1948.

## Histoire

Plan de l'aéroport en 1937.

Cet aéroport a été établi par les Britanniques en 1934 en tant que premier aéroport international devant servir à la fois d'aéroport militaire  pour la R.A.F. et d'aéroport civil pour assurer alors les vols de la compagnie iraquo-britannique APS.
La RAF à  Haifa avait déjà établi un service de liaisons civiles assuré par la société Imperial Airways vers Alexandrie (dès 1931) et Bagdad (dès 1932).
En 1936, des services furent établis par la société  Misr Airwork vers Beyrouth et Chypre. En 1937, des services furent proposés par la société Palestine Airways services, ainsi que par la société italienne Ala Littoria, pour se rendre à Brindisi et Trieste via Athènes.
En 1938, un tiers des vols vers ou au départ de la Palestine sous mandat britannique atterrissait à Haïfa. Mais en 1940, tous les vols civils furent arrêtés en raison de la Seconde Guerre mondiale : l'aéroport servit uniquement pour les besoins de la R.A.F. au Proche Orient.
En mai 1948, lors de la fin du mandant britannique sur la Palestine, la R.A.F. quitte cet aéroport. Après cela, l'aéroport est confié aux nouvelles autorités, celles de l'Etat d'Israël.

### La RAF à  Haïfa
La base de la RAF à  Haifa a existé entre 1918 et 1948.
Les unités opérationnelles de la RAF à Haifa entre 1938 et 1948 étaient les suivantes :
- No. 6 Squadron RAF détachement (1938–1939) Hawker Hardy
- No. 30 Squadron RAF détachement (1940) Bristol Blenheim
- No. 80 Squadron RAF (1941) Hawker Hurricane I
- No. 112 Squadron RAF détachement (1941) Curtiss Tomahawk I
- No. 142 Squadron RAF détachement (1918) Royal Aircraft Factory B.E.2
- No. 144 Squadron RAF détachement (1919) de Havilland DH.9
- No. 208 Squadron RAF détachement (1941) Hawker Audax
- No. 213 Squadron RAF (1941) Hawker Hurricane I
- No. 260 Squadron RAF (1941) Hawker Hurricane I
- No. 261 Squadron RAF (1942) Hawker Hurricane I
- No. 450 Squadron RAAF (1941) Hawker Hurricane I
- No. 651 Squadron RAF (1948) Auster AOP6

### Activités de l'aéroport d'Haïfa après 1948
L'aéroport a ouvert des vols civils en 1948 avec la société chypriote Cyprus Airways. En 1958, la société Arkia Israel a commencé son activité sur cet aéroport.
C'est seulement en 1994 que cet aéroport reçut son statut d'aéroport international, avec notamment des vols à destination ou venant des pays européens. Moins d'un an plus tard, il fut proposé à la vente  et à cette époque, le groupe français de construction Bouygues et le groupe British Aerospace montrèrent de l'intérêt pour cette opération.
Mais les tractations n'aboutirent pas et en 1996, au début  des activités de la société Israir, les activités de l'aéroport augmentèrent, avec aussi l'arrivée en 1998 des services d'Aeroel. Par ailleurs, la société Royal Wings augmente les offres de transport avec la Jordanie, tandis que la société Scorpio commence ses vols avec l'Égypte. Également en 1998, un nouveau terminal est ouvert et permet tous les services d'un aéroport international moderne. Dans le passé, il y avait trois pistes dont deux existent encore avec une seule opérationnelle.
En 2001, il  a été prévu d'augmenter les capacités de l'aéroport quand le ministre des Finances, Silvan Shalom, déclara rechercher 800 millions de shekels afin de développer les capacités vers le meilleur des standards internationaux.
L'année 2007 vit la première augmentation du nombre de passagers et de vols avec + 25% pour les passagers et + 7% pour les mouvements d'avions, par rapport à l'année précédente. De 1999 à 2007, le nombre de passagers avait baissé de 50% et les mouvements d'avions avait baissé de 2002 à 2007 de 34%.
En juin 2023, l’aéroport de Haïfa a repris ses activités après une interruption de 4 ans. L’aéroport propose maintenant les vols commerciaux du transporteur israélien Israir Airlines (Arkia ayant déserté la plateforme en raison de la longueur insuffisante de piste pour ses avions allant de l'Embraer 195 à l'Airbus A321 neo), ainsi que les services d’hélicoptères ou des écoles de pilotage.
L'aéroport dispose d'une piste unique de 1 318 mètres sur 30 mètres, l'aire de stationnement devant l'aérogare peut accueillir 4 avions de type DASH 7/8 ou  ATR72. Le parking permet également l'accueil de 35 avions légers - monomoteur et bimoteur et 5 hélicoptères.

## Futur

### Piste unique

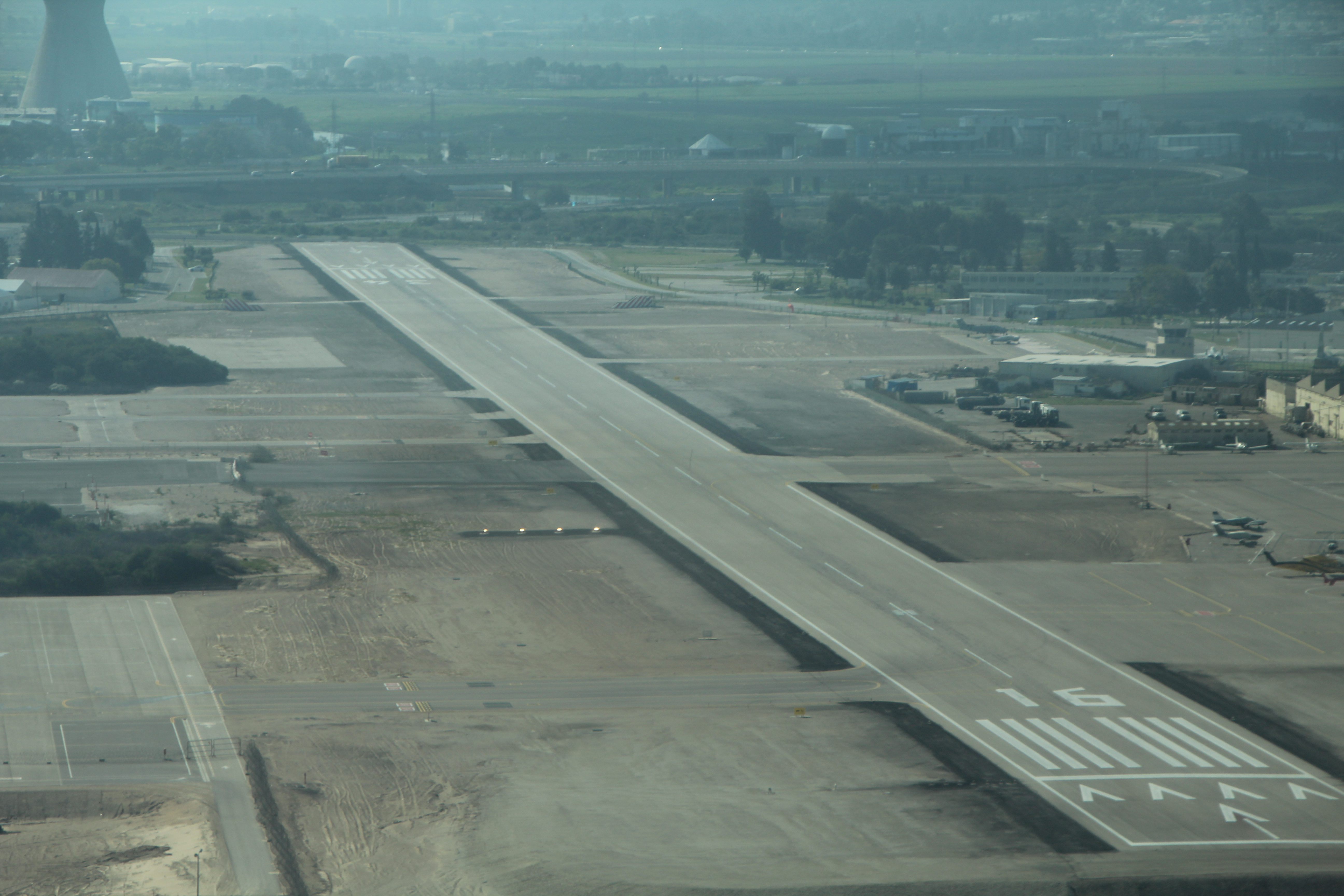
L'unique piste de Haifa Airport en 2022.

L'autorité israélienne des aéroports a décidé d'étendre la piste opérationnelle de 1 318 mètres à 1 634 mètres (ou 5 361 pieds anglais). Une telle décision entraînerait l'extension de la piste vers la zone Nord, avec franchissement de la route Julius Simon Road, nécessitant la réalisation d'un tunnel. En 2014, l'extension avait été envisagée sur la mer.
Néanmoins, comme le cite le président de la compagnie Arkia, Oz Berlowitz, il sera compliqué d'augmenter la longueur de l'unique piste car elle a été construite entre les raffineries et le port qui a été récemment agrandi par l'état d'Israël, compliqué également de faire atterrir les gros avions de sa compagnies.
Les chaînes de montagne du Carmel à proximité sont également un obstacle.

### Compagnie locale Air Haifa

Logo de la nouvelle compagnie aérienne israélienne Air Haifa.

En 2023, La ministre des Transports Miri Regev (Likud) a donné son accord au projet de la nouvelle compagnie aérienne commerciale baptisée Air Haifa pour exploiter dès septembre 2024 des services à bas coût sans escale vers diverses destinations régionales et internationales comme la Turquie, Grèce, chypre ou Eilat,. 
Cette compagnie a été créée et est dirigée par l’ancien PDG d’El Al, Gonen Ussishkin et l’ancien directeur commercial d’El Al, Michael Strassburger.
Elle reçoit son premier avion de France (usine de Toulouse), un ATR-72-600 immatriculé 4X-IHA  le 28 juillet 2024 à Haïfa, en octobre 2024, un second ATR-72 immatriculé 4X-IHB et un troisième toujours de Toulouse, le 4X-IHC , le 19 décembre 2024.
Elle décolle pour la première fois de l'aéroport de Haïfa, le 22 décembre 2024 pour Eilat suivi de son 1er vol international vers Larnaca à Chypre le même jour. 

## Compagnies aériennes et destinations
| Compagnies | Destinations         |
| ---------- | -------------------- |
| Air Haifa  | Eilat-Ramon, Larnaca |

Actualisé le 3/10/2024

## Accès à l'aéroport

### Bus - taxi
L'aéroport est desservi par la compagnie des bus Egged, via la ligne 18א reliant la zone aéroportuaire à la ville de Haïfa et à Kiryat Ata.

### Rail
Les arrêts de train les plus proches sont les stations HaMifratz Central, Hutzot HaMifratz et Kiryat Haim. Les jonctions entre ces gares et l'arrivée à l'aéroport peuvent être faites par taxis.

### Car
L'aéroport est situé à côté de l'autoroute 4 Haïfa – Tel Aviv et de l'autoroute 22.
Un parking est en face de l'aéroport, avec environ 100 places. Ce parking est gratuit. Les véhicules peuvent être garés pour une durée temporaire. Des chariots à bagages sont disponibles, sans frais.

## Situation
| Tel Aviv · Ben Gourion Eilat - Ramon Eilat - Ovda Eilat - Hozman Tel Aviv · Sdé Dov Haïfa Ein Yahav Rosh Pina |

## Statistiques
Pour des raisons techniques, il est temporairement impossible d'afficher le graphique qui aurait dû être présenté ici.

Voir la requête brute et les sources sur Wikidata.